# Usébti
Az usébti (angolul ushabti, shwabti, shawabti stb.) az ókori egyiptomi sírokban elhelyezett sírmellékletek egyik fajtája, az elhunytat a túlvilágon helyettesítő szolgaszobor. Feladata, hogy amikor a halottat a túlvilágon munkára szólítják, mágikusan megelevenedve válaszoljon helyette, és elvégezze a feladatot. Innen ered az elnevezése is, az usébti jelentése egyiptomi nyelven „aki válaszol” (a „felel, válaszol” jelentésű wšb igéből).

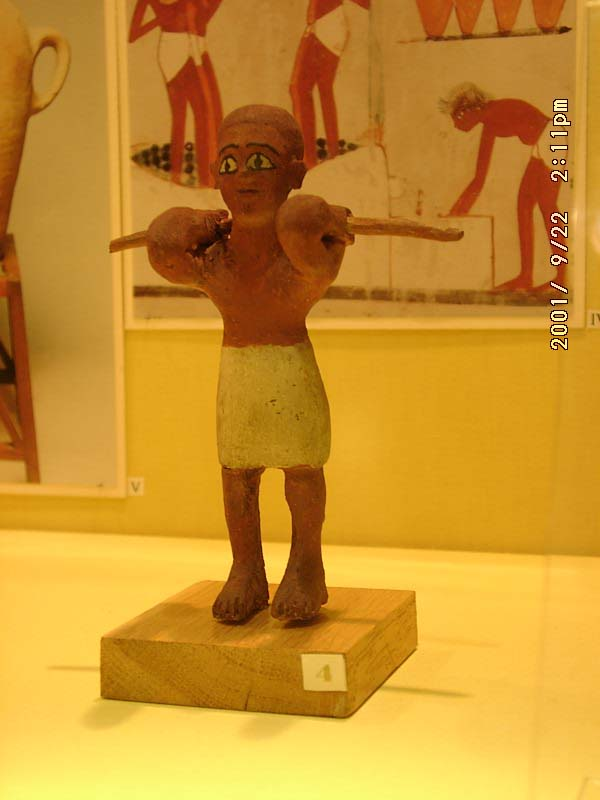
Óbirodalmi szolgaszobrocska a budapesti Szépművészeti Múzeum gyűjteményéből

## Története
Az usébtiket jellemzően az újbirodalom idején helyezték a sírokba. Az első usébtik azonban már korábban, az Első átmeneti kor idején megjelentek. Összetéveszthetők azonban egy másik, szintén sírmellékletként használatos szobortípussal, amely csak az elhunyt nevét és címeit viselte. Az usébtik közvetlen előzményének tekinthetők azok a szolgaszobrok, amelyek az óbirodalmi sírokból kerültek elő, és amelyek mindegyike egy-egy jól meghatározott munka vagy művelet végzése közben látható. Ezek azonban nem azonosultak a sír tulajdonosával, mint az usébtik, hanem elnevezésüknek megfelelően, valóban szolgáknak tekintették őket.
Az usébtik múmia formára alakított emberi alakok, a jó minőségű darabok arca az elhunyt arcvonásait viseli. Gyakran valamilyen szerszámot is cipelnek. Anyaguk kezdetben fa, kő, cserép, egyiptomi fajansz, később bronzból is készültek (viaszveszejtéses öntéssel).
Az újbirodalmi és későbbi usébtik hátán a Halottak Könyve 6. fejezetének egy idézete olvasható:
| „                                     | Ha Ozirisz-X.Y-t bármely munkára szólítják, amit az Istenek Mezején elvégeznie rendeltetett, eltávolítom azt az útjából – ha a mezőt kell felszántani, vagy vizet merni a csatornába, vagy a homokot kell keletről nyugatra vinni, ezt mondom: »én megteszem; valójában én vagyok, akit szólítottak!« | ” |
| – Wallis Bulge angol fordítása nyomán | |   |

Az Amarna-reform idején a szöveget egy Atonhoz szóló áldozati formula váltotta fel. A XI. dinasztiától az usébtiken a Koporsószövegek 472. mondása szerepelt.

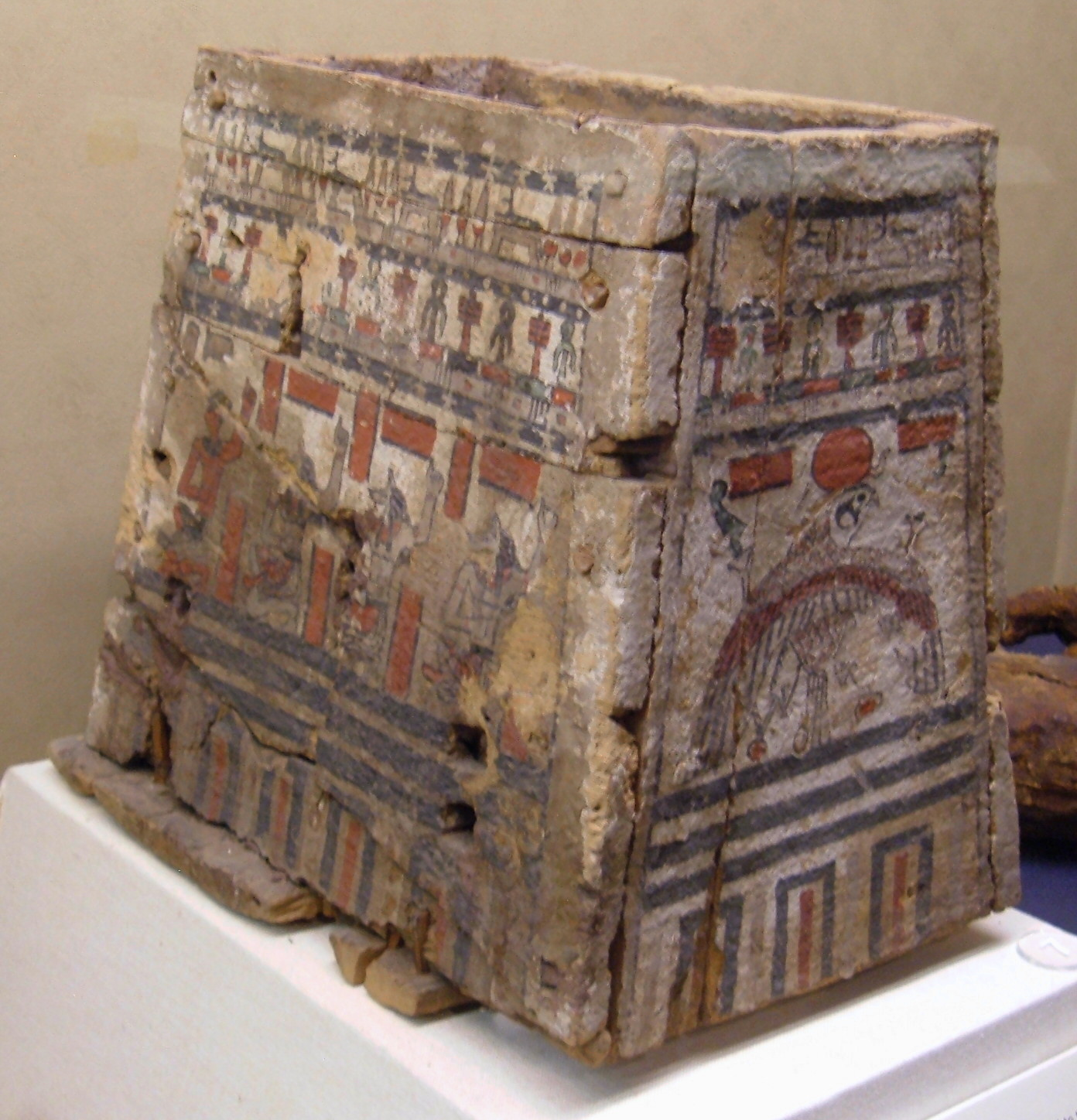
Usébtitartó láda a ptolemaida korból, a kaliforniai San Joséban található Rosicrucian Egyptian Museum kiállításán (RC 623)

A könnyen elérhető, olcsóbb sírmellékletek közé tartoztak, így bárki, aki sírt építtethetett magának, usébtikkel vehette körül magát. Ez a minőségükön is tükröződik, a gyerekesen elnagyolttól a művészi igénnyel kidolgozottig széles választékban kerülnek elő a sírokból. A korai időkben csak néhány darabot alkalmaztak, később több százat, de legfeljebb 401-et. Sok sírban az usébtik szó szerint a padlót borították, más sírokban külön usébtitartó ládikában voltak – a gazdagabb temetkezéseknél az usébtitartót is szépen díszítették. A Későkor előtt az usébtiknek felügyelőik is voltak, akiket ostorral a kezükben ábrázoltak. Egy-egy ilyen felügyelő tíz usébtiért felelt, ahogyan az az életben is megszokott volt.
Az usébtik, nagy mennyiségük miatt, a múzeumok egyiptomi tárlatainak leggyakoribb tárgyai, legfeljebb az amulettek múlják őket számban felül. Számos usébti látható a budapesti Szépművészeti Múzeum egyiptomi gyűjteményében, és a debreceni Déri Múzeum egyiptomi kiállításán is.
Az usébtik használatát a kusita uralkodók is átvették, és az egyiptomi uralmuk után is alkalmazták.

## Galéria

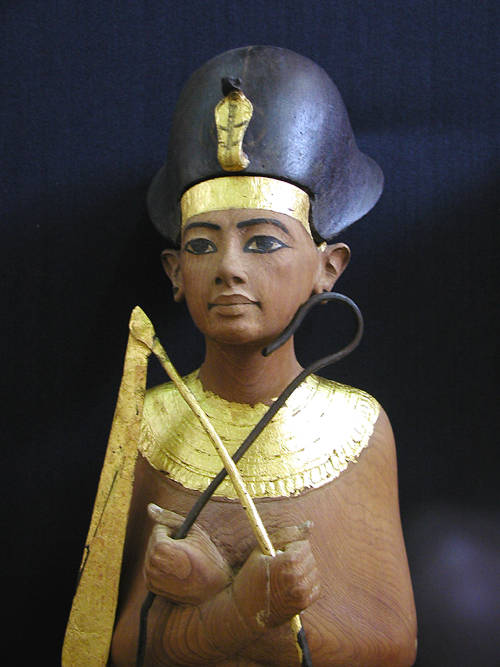
Tutanhamon egyik usébtije a kairói Egyiptomi Múzeum gyűjteményéből
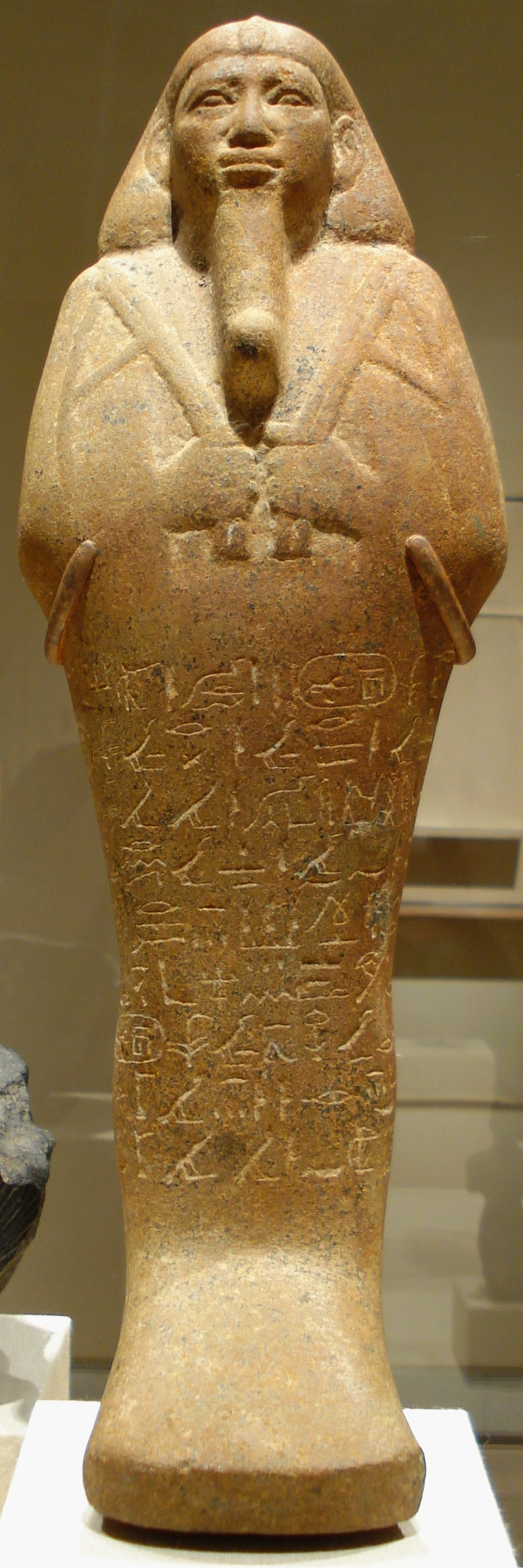
Taharka egyik usébtije a szudáni Nurinál található piramisából
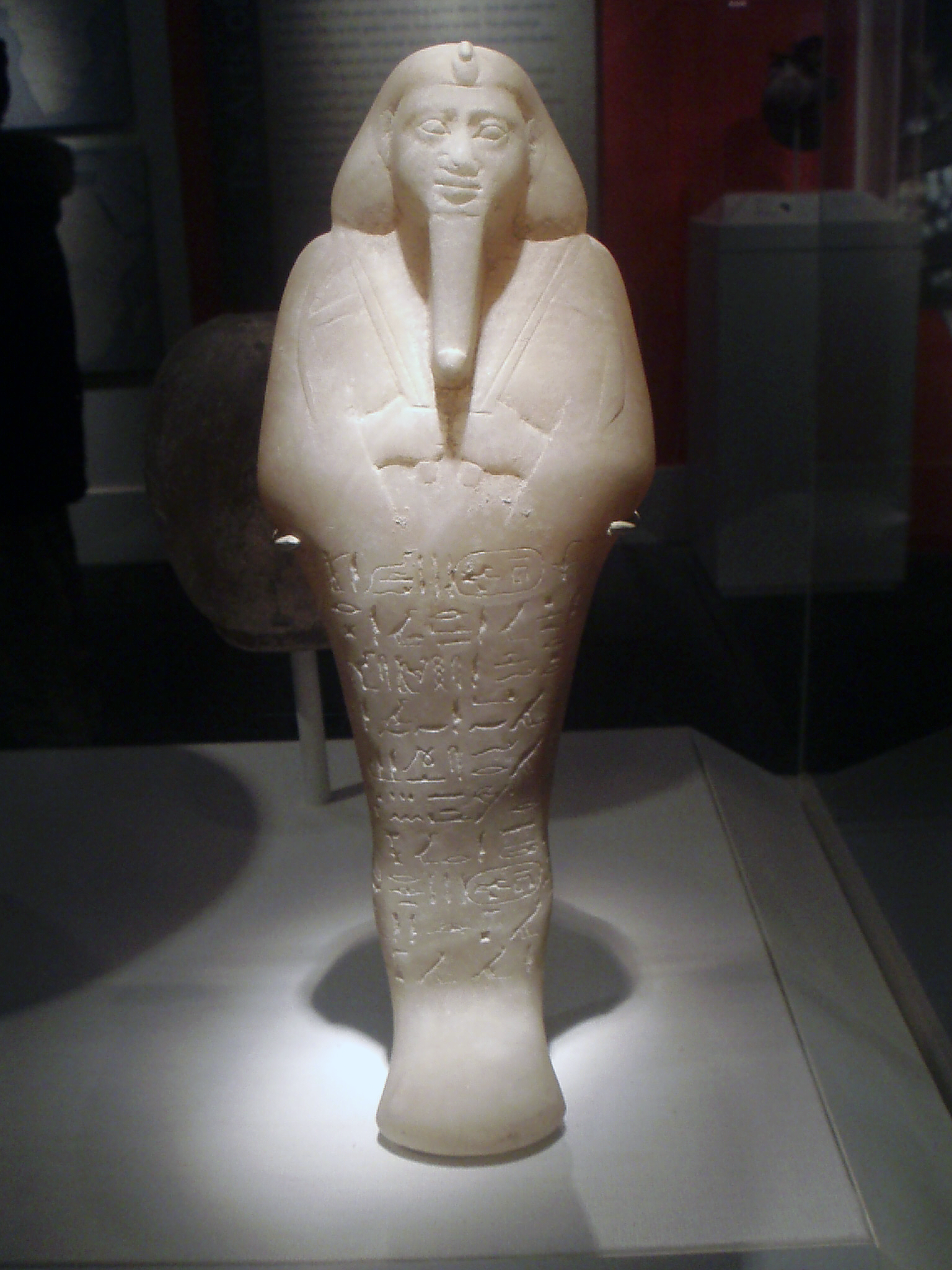
Taharka alabástrom usébtije (Brooklyn Museum, NY)
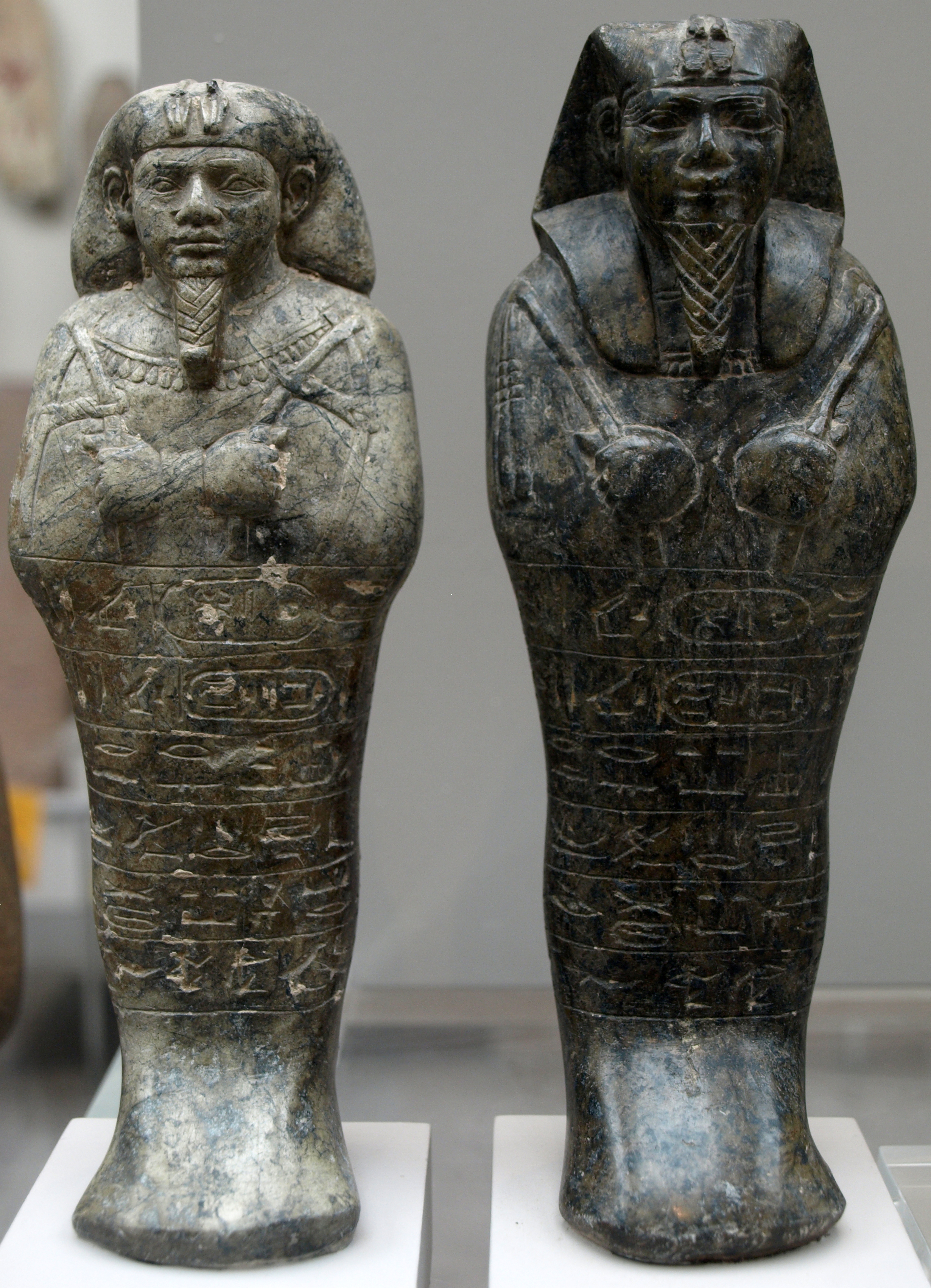
Szenkamaniszken kusita király usébtijei a Nuriban található N3 piramisából (Kr. e. 643-623 körül)

## Ajánlott irodalom
- Kákosy László. Az ókori Egyiptom története és kultúrája. Budapest: Osiris (2003). ISBN 963-389-497-2 ISSN 1218-9855
- szerk.: Shaw, Ian: Az ókori Egyiptom története. Debrecen: Gold Book Kiadó. Fordította: Kmilcsik Ágnes (2004). ISBN 963-425-022-X
- Deroches-Noblecourt, Christiane. Tutanhamon

A szolgaszobrokkal, az óbirodalmi sírművészettel és a hitvilággal kapcsolatban: 
- Kákosy László, Varga Edit. Egy évezred a Nílus völgyében (Memphisz az Óbirodalom korában). Budapest: Gondolat Kiadó. ISBN nélkül [1970]